# Timo Hinterndorfer
Timo Hinterndorfer (* 7. Juli 2004) ist ein österreichischer Leichtathlet, der sich auf den Langstreckenlauf spezialisiert hat.

## Sportliche Laufbahn
Erste Erfahrungen bei internationalen Meisterschaften sammelte Timo Hinterndorfer im Jahr 2021, als er bei den U20-Balkan-Hallenmeisterschaften in Sofia in 8:50,99 min den sechsten Platz im 3000-Meter-Lauf belegte. Im August gelangte er bei den U18-Balkan-Meisterschaften in Kraljevo mit 8:38,70 min auf Rang vier. Im Jahr darauf wurde er bei den Crosslauf-Europameisterschaften 2022 in Turin nach 19:10 min 66. im U20-Rennen und 2023 belegte er bei den U20-Europameisterschaften in Jerusalem in 14:24,61 min den achten Platz im 5000-Meter-Lauf und verpasste über 3000 Meter mit 8:38,37 min den Finaleinzug. Im Jahr darauf wurde er bei den Europameisterschaften in Rom in 1:04:27 h 32. im Halbmarathon und im Dezember lief er bei den Crosslauf-Europameisterschaften in Antalya nach 19:38 min auf dem 48. Platz im U23-Rennen ein. 2025 erreichte er bei den U23-Europameisterschaften in Bergen in 29:39,17 min Rang 13 im 10.000-Meter-Lauf, ehe er bei den World University Games in Bochum in 1:02:56 h Fünfter im Halbmarathon wurde.
2025 wurde Hinterndorfer österreichischer Staatsmeister im 10.000-Meter-Lauf.

## Persönliche Bestleistungen
- 3000 Meter: 8:21,40 min, 2. August 2024 in Neustadt an der Waldnaab
  - 3000 Meter (Halle): 8:23,30 min, 18. Feber 2023 in Linz
- 5000 Meter: 13:56,50 min, 14. Juni 2025 in Wien
- 10.000 Meter: 29:39,17 min, 17. Juli 2025 in Bergen
- 10-km-Straßenlauf: 29:02 min, 12. Januar 2025 in Valencia
- Halbmarathon: 1:02:56 h, 26. Juli 2025 in Bochum